# فرودگاه بلمولت
فرودگاه بلمولت (به انگلیسی: Belmullet Aerodrome) یک فرودگاه خصوصی با کد یاتا BLY است که یک باند فرود چمن دارد و طول باند آن ۴۵۰ متر است. این فرودگاه در کشور جمهوری ایرلند قرار دارد و در ارتفاع ۴۶ متری از سطح دریا واقع شده‌است.